# Leonardo Duque
Pour les articles homonymes, voir Duque.
Duque   est un nom espagnol. Le premier nom de famille, en général paternel, est Duque.

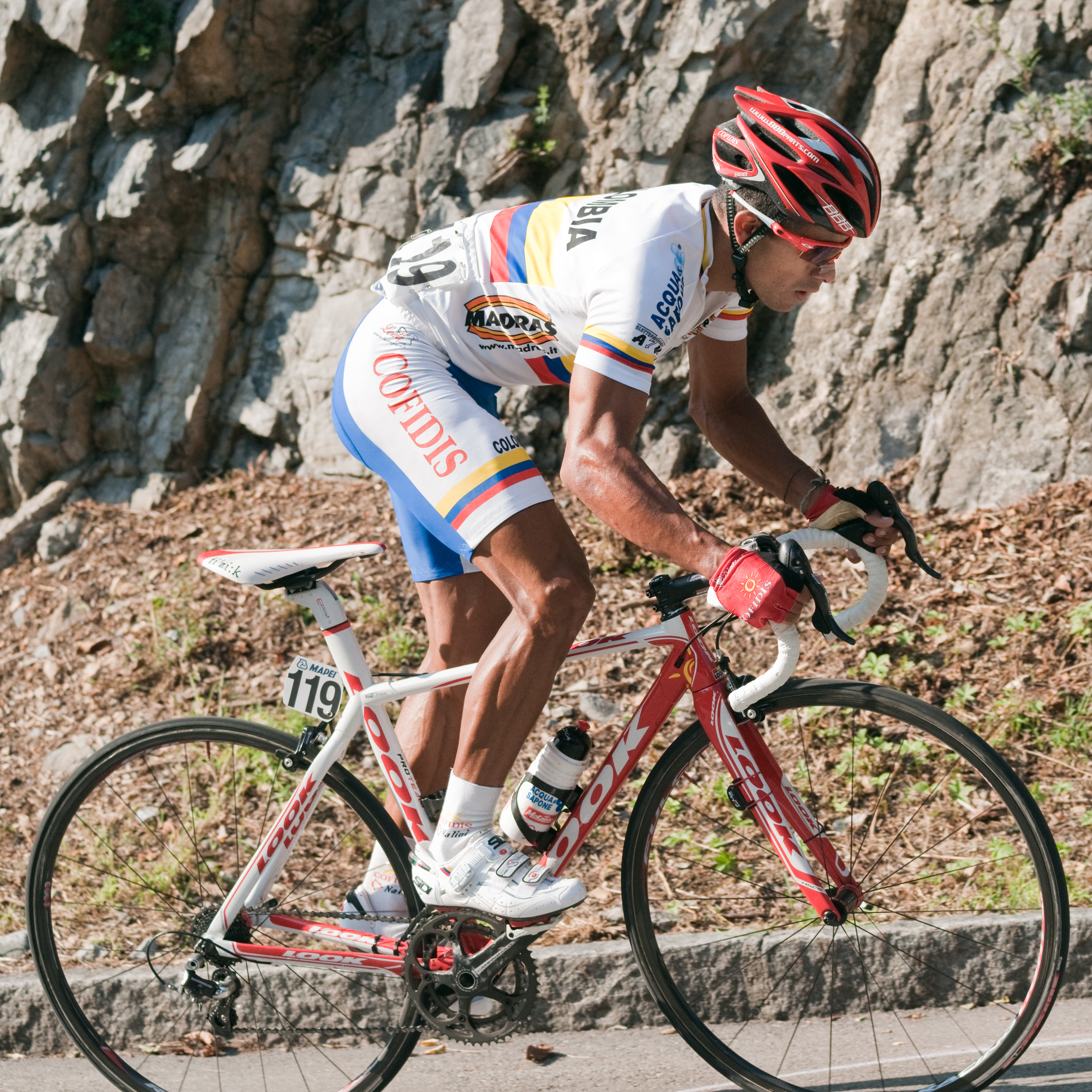
Leonardo Duque lors du championnat du monde 2009 à Mendrisio

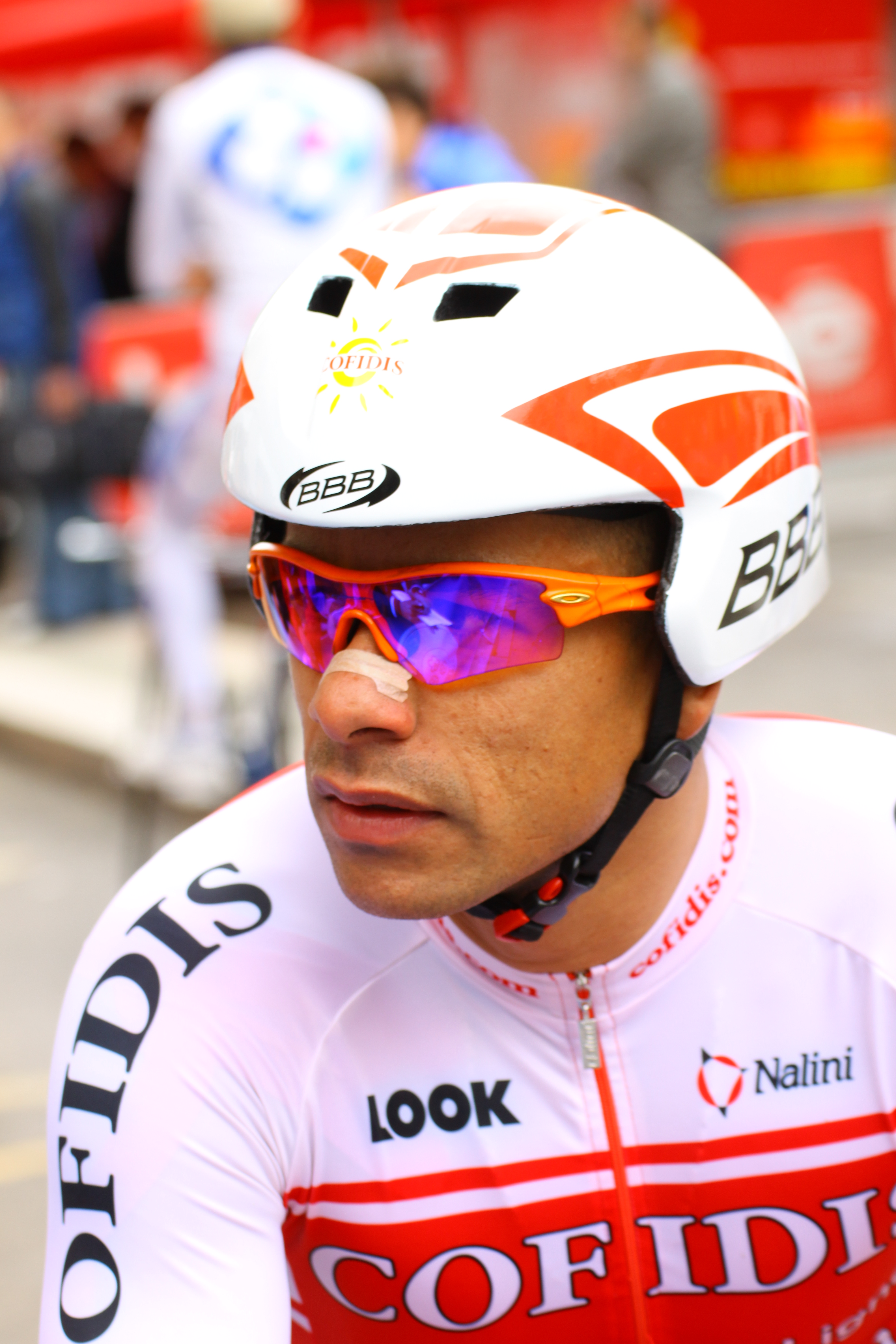
Leonardo Duque lors du contre la montre du Critérium du Dauphiné 2011 à Grenoble

Leonardo Fabio Duque est un coureur cycliste franco-colombien, né le 10 avril 1980, à Cali. Il est professionnel entre 2004 et 2016 et ancien membre de l'équipe Cofidis de 2006 à 2012. Après trois ans passés dans la formation Colombia de 2013 à 2015, il dispute sa dernière saison en 2016 avec l'équipe continentale professionnelle Delko-Marseille Provence-KTM. Au cours de sa carrière, il a notamment remporté une étape du Tour d'Espagne 2007. En juillet 2015, il acquiert la nationalité française.

## Biographie
Duque participe à la manche de Cali de la coupe du monde 2008-2009, pour la formation Cofidis. Il remporte l'épreuve de la course aux points. Tout d'abord, il réussit à faire partie des quatre coureurs qui prennent deux tours au peloton. Puis, il distance définitivement Peter Kennaugh, en gagnant le 12e et dernier sprint.
Après avoir été sept ans dans l'équipe Cofidis, celle-ci décide de se séparer de lui à l'issue de la saison 2012. Il s'ensuit plusieurs semaines de tractations avec l'équipe cycliste Colombia qui aboutissent, fin novembre, à un accord entre les deux parties. Duque devient membre de l'équipe continentale professionnelle pour la saison 2013. Elle a besoin de l'expérience de ses neuf saisons professionnelles en Europe, dans l’optique de son objectif principal, disputer une compétition de trois semaines (c'est-à-dire un des trois grands tours).
Après n'avoir pu prendre part au Tour méditerranéen, il commence sa saison lors du Trofeo Laigueglia, à la mi-février. Il prend part à l'échappée matinale et en profite pour terminer la course, avec le trophée du meilleur grimpeur.
Fin 2014 il prolonge son contrat avec la formation Colombia.
La formation disparait à la fin de l'année 2015, Duque s'engage alors avec l'équipe continentale professionnelle française Delko-Marseille Provence-KTM. D'une part, il déclare avoir « signé dans cette équipe afin d’apporter son expérience, (...) et aussi tenter de gagner des courses. » D'autre part, il annonce avoir obtenu la nationalité française au mois de juillet. Ses enfants sont nés en France et il se sent « le plus français des Colombiens ». Il indique avoir l'intention de participer aux championnats de France qui ont lieu à Vesoul, en juin 2016.
Leonardo Duque décide de mettre un terme à sa carrière cycliste à l'issue du Tour du lac Taihu 2016. Collectionnant les places d'honneur lors des premières étapes, il renverse la situation le dernier jour en remportant l'étape et le classement général final.

## Palmarès sur route

### Par années
- 2002
  - 3e et 5e étapes du Tour de Colombie espoirs
- 2003
  - 6e et 11e étape du Tour du Guatemala
- 2004
  - 1re, 3e et 4e étapes de la Vuelta al Valle del Cauca
  - 3e étape du Tour de Colombie
  - 4e étape du Tour de la province de Liège
  - Grand Prix de la ville de Pérenchies
  - 3e du Tour de la province de Liège
- 2005
  - Course des raisins
  - 2e étape du Tour de l'Ain
- 2006
  - Classement général du Tour du Limousin
- 2007
  - 1re et 2e étapes de la Clásica de Rionegro
  - 16e étape du Tour d'Espagne
  - 3e des Boucles de l'Aulne
- 2008
  - 4e étape du Tour méditerranéen
- 2010
  - Cholet-Pays de Loire
  - Classement final de la Coupe de France
  - 2e du Tour du Finistère
  - 3e du Tour du Doubs
  - 4e du Grand Prix de Plouay
  - 7e du Grand Prix cycliste de Montréal
- 2012
  - 3e du Tour de Picardie
  - 4e du Grand Prix E3
- 2013
  - 1re étape du Tour de l'Ain
  - Grand Prix Bruno Beghelli
- 2016
  - Tour du lac Taihu :
    - Classement général
    - 7e étape

### Résultats sur lesgrands tours

#### Tour de France
3 participations
- 2008 : 53e du classement général
- 2009 : 94e du classement général
- 2011 : 121e du classement général

#### Tour d'Italie
4 participations
- 2006 : 47e du classement général
- 2010 : 63e du classement général
- 2013 : 79e du classement général
- 2014 : 78e du classement général

#### Tour d'Espagne
6 participations
- 2006 : 80e du classement général
- 2007 : 53e du classement général et vainqueur de la 16e étape
- 2008 : 67e du classement général
- 2009 : 32e du classement général
- 2012 : 80e du classement général
- 2015 : 60e du classement général

### Classements mondiaux
| Année                                 | 2005 | 2006 | 2007 | 2008 | 2009 | 2010 | 2011 | 2012 | 2013 | 2014 | 2015 | 2016 | 2017 |
| ------------------------------------- | ---- | ---- | ---- | ---- | ---- | ---- | ---- | ---- | ---- | ---- | ---- | ---- | ---- |
| UCI ProTour                           | nc   | nc   | 99e  | 114e |      |      |      |      |      |      |      |      |      |
| Calendrier mondial                    |      |      |      |      | 172e | 86e  |      |      |      |      |      |      |      |
| Classement mondial                    |      |      |      |      |      |      |      |      |      |      |      | 693e | 413e |
| UCI Europe Tour                       | 41e  |      |      |      |      | 35e  | 273e | 364e | 86e  | 766e | 265e | 424e | nc   |
| UCI Asia Tour                         | nc   |      |      |      |      | nc   | nc   | nc   | nc   | 186e | 196e | nc   | 26e  |
|                                       |      |      |      |      |      |      |      |      |      |      |      |      |      |
| Légende : nc = non classéSource : UCI |      |      |      |      |      |      |      |      |      |      |      |      |      |

### Résultats aux championnats du monde
Course en ligne
6 participations
- 2004 : abandon
- 2005 : 93e au classement final
- 2007 : 27e au classement final
- 2008 : 72e au classement final
- 2009 : 22e au classement final
- 2011 : abandon

## Palmarès sur piste

### Jeux olympiques
1 participation
- Athènes 2004
  - 16e de l'américaine (avec José Serpa)[10]

### Championnats du monde
- Anvers 2001
  - 9e de l'américaine (avec Víctor Herrera)[11]
  - 11e de la course aux points[12]
- Ballerup 2002
  - 6e de la poursuite par équipes (avec Arles Castro, Alexander González et José Serpa)[13]
  - 6e de la course aux points[14]
  - 12e de l'américaine (avec Víctor Herrera)[15]
  - 16e de la course scratch[16]
- Stuttgart 2003
  - 9e de la course aux points[17]
  - 10e de l'américaine (avec Alexander González)[18]

### Coupe du monde
- 2003
  - 1er de la course aux points à Aguascalientes
- 2008-2009
  - 1er de la course aux points à Cali
- 2009-2010
  - 3e du scratch à Cali

### Jeux panaméricains
- Saint-Domingue 2003
  -  Médaillé d'argent de l'américaine
  -  Médaillé de bronze de la course aux points

### Championnats panaméricains
- Medellín 2001
  -  Médaillé d'or de l'américaine
  -  Médaillé d'argent de la course aux points